# Долінго Борис Анатолійович
Борис Анатолійович Долінго (рос. Борис Анатольевич Долинго, 3 грудня 1955, Коканд) — російський письменник-фантаст, журналіст, редактор фантастики, лауреат премії «Орден лицарів фантастики» імені Ігоря Халимбаджі.

## Біографія
Борис Долінго народився в Коканді в сім'ї лікарів. Середню школу закінчив в Ашхабаді, пізніше разом із батьками перебрався до Свердловська, де закінчив Уральський державний університет за спеціальністю «фізична метрологія». Після закінчення університету працював за спеціальністю в міському НДІ метрології, пізніше в міській лікарні швидкої допомоги. Паралельно Долінго у 1985 році закінчив громадський інститут журналістики при газеті «Вечерний Свердловск». З кінця 80-х років ХХ століття розпочав займатися літературною діяльністю, був активним учасником конвентів «Аеліта» у Свердловську. Проте на деякий час Борис Долінго призупинив заняття літературною діяльністю, та зайнявся бізнесом. На початку ХХІ століття знову відновив літературну діяльність, а також займається видавничою діяльністю, завідує відділом фантастичних творів журналу «Уральский следопыт», а також є засновником електронного видавництва «Аэлита». За багаторічний внесок як письменника, так і літературного редактора, Борис Долінго отримав премію «Орден лицарів фантастики» імені Ігоря Халимбаджі у 2011 році, а також нагороджений кількома спеціальними призами премії «Аеліта».

## Літературна творчість
Борис Долінго ще у шкільні роки робив спроби розпочати літературну діяльність. Перше його оповідання «Можливі варіанти» опубліковане в 1990 році за підсумками фестивалю «Аеліта». Кілька років Долінго не публікувався, а його перший великий твір — роман, спочатку дилогія, «Блукач по гранях», опублікований у 2001 році. У творі розповідається про пригоди землянина, який на планету, яку її творець поділив на 6 граней, кожна з яких є окремим світом, перехід між якими можливий лише через заплутану систему переходів. У 2002 році вийшов наступний роман письменника «Зрозуміти вічність», у якому розповідається про творця інтерактивної гри, який сам утік у вигадану ним дійсність, яка сама стала жити самостійним життям. У 2008 році вийшов друком третій роман із циклу «Блукач по гранях» під назвою «Вимушений блукач». У 2009 році видана дилогія «Гра у Вавилон», де йдеться про те, як представники іншопланетної цивілізації зуміли поділити Землю на квадрати з довжиною сторони 160 кілометрів, перехід між якими для людей можливий лише через велику кількість міжпросторових переходів. У 2015 році письменник опублікував повість «Поки я пам'ятаю», а в 2017 році повість «Утікачі», яка увійшла до однойменної збірки творів Долінго.

### Романи
- Трилогія «Странник по Граням»:
  - 2001 — Мир Терпа
  - 2001 — Круглые грани Земли
  - 2008 — Странник поневоле
- 2002 — Понять вечность
- Дилогія «Игра в Вавилон»:
  - 2009 — Игры третьего рода
  - 2009 — Чужие игры
- 2009 — Точка Джи-Эл (мережева публікація)

### Повісті
- 2015 — Пока я помню
- 2017 — Беглецы

### Оповідання
- 1990 — Возможны варианты
- 2002 — Прерванный полет
- 2005 — Хранитель Земли
- 2005 — Творец Апокалипсиса
- 2006 — Снежные бабы Ивделя
- 2007 — Загадай желание
- 2007 — Тщеславие Ванга
- 2012 — Изваяние
- 2016 — Сверхновая планета